# Karl Rudolph
Karl Rudolph (11. dubna 1881 Teplice - 2. března 1937 Praha) byl česko-rakouský botanik a paleobotanik.

## Život
Karl Rudolph se narodil v severočeských Teplicích jako syn architekta Hermanna Rudolpha. 
V letech 1899-1905 studoval na Vídeňské univerzitě, kde získal doktorát filosofie (Dr. phil.). Následně studoval na Univerzitě Friedricha Schillera v Jeně chemii, botaniku, mineralogii a zoologii. 
Od roku 1906 pracoval na pozici asistenta u Friedricha Czapka na Černovické univerzitě a později v Praze na Německé univerzitě u Günthera Becka von Mannagetta a Lerchenau. 
Od roku 1919 byl docentem systematické botaniky v Praze a v roce 1924 získal titul profesora. O roku 1931 byl mimořádným profesorem na Karlově univerzitě v Praze.
Význam jeho vědecké práce spočívá v oblasti morfologie recentních a fosilních rostlin. Rašeliniště viděl jako důležitý zdroj znalostí o vývoji vegetace.

## Spisy
- Paläofloristische Untersuchung des Torflagers auf der „Dammwiese“ bei Hallstatt. Sber., 140, S. 337–345, Wien 1931
- Grundzüge der nacheiszeitlichen Waldgeschichte Mitteleuropas (Bisherige Ergebnisse der Pollenanalyse). Beih. z. Botan. Zentralbl., 47/II, S. 111–176, Dresden 1931